# Emre Can Coşkun
Emre Can Coşkun (* 7. června 1994, Istanbul) je turecký fotbalový obránce. Od února 2015 hostuje v tureckém klubu Denizlispor z Galatasaraye. Hraje na postu stopera (středního obránce).

## Klubová kariéra
Profesionální kariéru zahájil v klubu Galatasaray SK, v A-týmu debutoval v lednu 2014. Ve své první sezóně 2013/14 vyhrál s týmem Türkiye Kupası (turecký pohár).
V únoru 2015 odešel na půlroční hostování do Denizlisporu.

## Reprezentační kariéra
Emre nastupoval za turecké mládežnické výběry U19, U20, U21.